# 8628 Davidsaltzberg
8628 Davidsaltzberg è un asteroide della fascia principale. Scoperto nel 1981, presenta un'orbita caratterizzata da un semiasse maggiore pari a 2,6499361 UA e da un'eccentricità di 0,1986165, inclinata di 12,37059° rispetto all'eclittica.
L'asteroide è dedicato a David Saltzberg, professore di fisica e astronomia presso l'Università della California, Los Angeles e consulente scientifico della serie della CBS The Big Bang Theory.